# National Drug Code

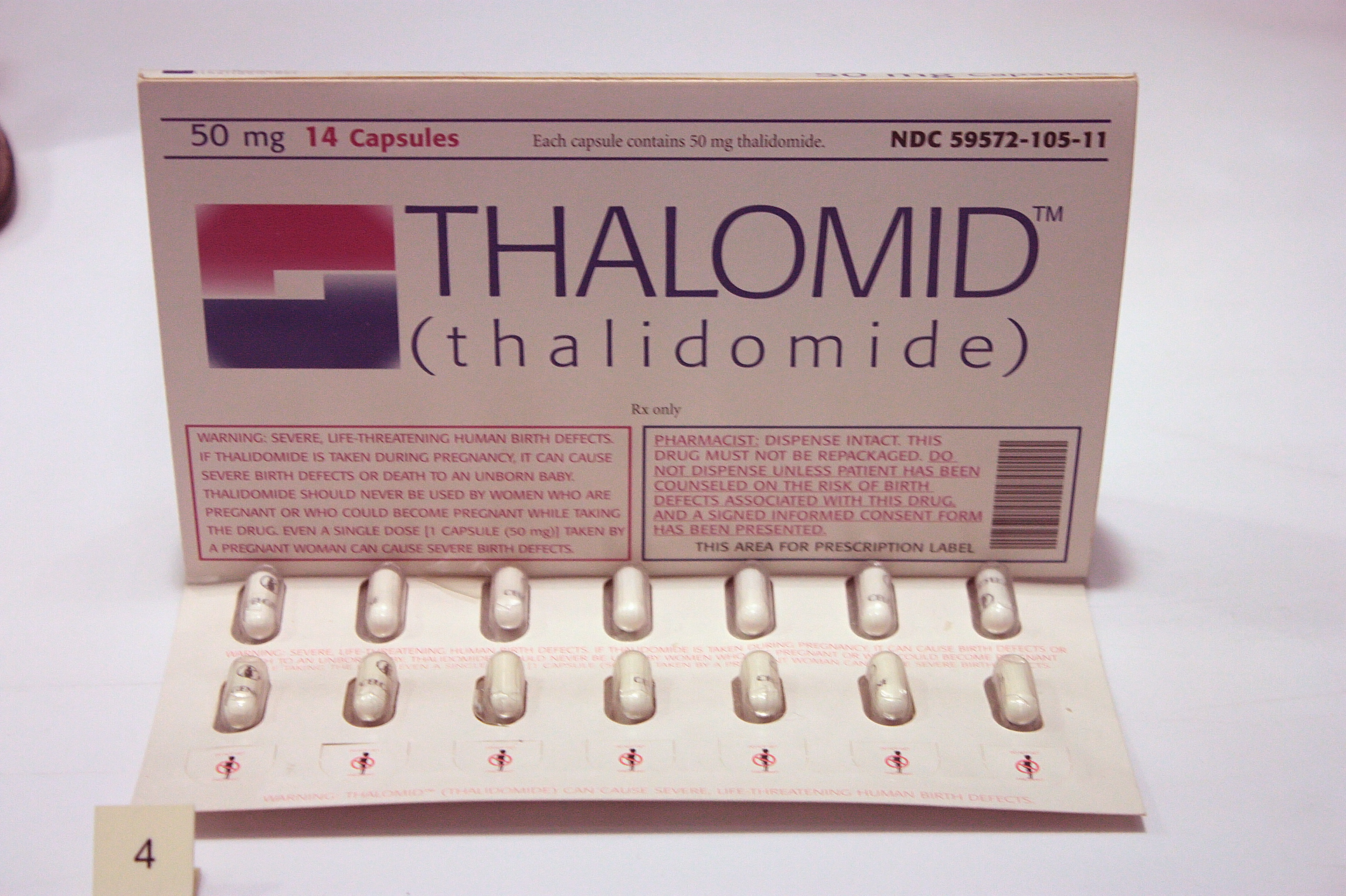
Beispiel:Thalidomid-Verpackung mit der NDC 59572-105-11

Der National Drug Code (NDC) ist eine von der US-amerikanischen Food and Drug Administration (FDA) vergebene Nummer für Medikamente.

## Aufbau der Nummer
Die Nummer besteht aus 10 Dezimalstellen mit der Sektionen:
- 4-5stelliger labeler code
- 3-4stelliger product code
- 1-2stelliger package code

Die Sektionen sind durch einen Bindestrich getrennt. 